# 馬希振
马希振（9世纪—942年12月22日），马楚武穆王马殷之嫡长子，母亲马殷夫人（姓名不详）。马希声兄。出生不迟于898年。唐朝天祐初年，马殷为他娶钟传女为妻。
马希振官至武顺节度使，加侍中。后唐清泰二年（935年），加中书令。马希振还喜欢写诗，和僧人虚中一起唱和“嘉鱼在深处，幽鸟多立时”。马殷宠爱袁德妃，以袁德妃的儿子马希声为世子。马希振辞官为道士。马殷死后，马希声利用身为节度副使掌权的职务之便，秘密遣其大将欧弘练矫称父命，请求后唐朝廷立他继任为节帅，于是自称留后。后晋天福七年（942年）十一月，马希振卒（《十国春秋》误作清泰年间卒），葬在长沙陶浦，有石碣“乱石之壤，绝世之冈。谷变庚戌，马氏无王”。十二月，追封齐国公。有儿子马光惠。